# Gölge – Zukunft der Liebe
Gölge – Zukunft der Liebe, alternativer Titel Gölge – Schatten, oft auch nur Gölge, ist ein Spielfilm von Sema Poyraz aus dem Jahr 1980. Der als Abschlussfilm der damaligen Studentin an der Deutschen Film- und Fernsehakademie Berlin realisierte Film gehört zu den ersten Spielfilmen eines später sogenannten deutsch-türkischen Kinos.

## Handlung
Die 18-jährige Schülerin Gölge lebt als Tochter türkischer Einwanderer in Berlin-Kreuzberg. Beide Elternteile arbeiten hart. Die Familie, zu der zudem Gölges jüngere Schwester gehört, teilt sich eine kleine Zweizimmerwohnung. Gölge schläft stets auf der Couch im Wohnzimmer, da es an Platz fehlt.
Gölge, die zweisprachig aufgewachsen ist, erfährt im Verlauf der Handlung innere und äußere Konflikte: Das Erwachen der eigenen Sexualität sowie die Suche nach ihrem Platz im Schnittpunkt von türkischer und deutscher Mentalität, Tradition und Kultur. Oft steht dabei ihr Lebensdrang im Kontrast zur restriktiven Art der Eltern, die, obwohl seit mehr als 20 Jahren in Deutschland lebend, Außenseiter geblieben sind. Gölge träumt davon, Schauspielerin zu werden, doch lehnt ihr Vater dies ab, sei dies doch in der Türkei für junge Frauen kein geziemender Beruf. Die Mutter erlaubt Gölge im Gegenzug jedoch, an Partys ihrer Freunde und damit an Erlebnissen außerhalb des engen Familienkreises teilzunehmen. Flirts jedoch unterliegen ständiger Überwachung. Am Ende packt Gölge ihre Sachen und verlässt ihr Elternhaus.

## Produktion
Die Dreharbeiten zu Gölge fanden vom 25. März bis 31. Mai 1980 in West-Berlin statt. Der Film ist als „Kammerspiel mit kargen Dialogen“ konzipiert. Er wurde 1980 von Sema Poyraz und ihrem griechischen Kommilitonen Sofoklis Adamidis als Abschlussfilm an der Deutschen Film- und Fernsehakademie Berlin realisiert und lief am 3. August 1990 erstmals auf West 3 im deutschen Fernsehen. Im Film verarbeitete Poyraz auch persönliche Erfahrungen.
Im Jahr 2010 erlebt der zuvor kaum gezeigte Film im Rahmen der Filmreihe Ich sehe Dich an! Wiederaufführungen in Begleitung und Ergänzung der Ausstellung Fremde? Bilder von den ‚Anderen‘ in Deutschland und Frankreich seit 1871 im Deutschen Historischen Museum Berlin.

## Kritik
Zeitgenössische Kritiken bezeichneten Gölge – Zukunft der Liebe als einen „ziemlich beeindruckenden Abschluss-Spielfilm“. Variety bescheinigte Gölge eine „Authentizität, die bemerkenswert und überzeugend“ sei.
Das Deutsche Historische Museum Berlin nannte Gölge – Zukunft der Liebe einen „selten gezeigte[n] Gründungsfilm des türkisch-deutschen Kinos, der in seiner konzeptionellen Strenge und in der Darstellung von Gesellschaft als dauerndem Aushandlungsprozess wie in der sympathisierenden Inszenierung der sexuellen Phantasien der erwachsen werdenden Gölge einen neuen Weg beschreitet.“